# Ian McNaught-Davis
Ian McNaught-Davis (* 30. August 1929; † 10. Februar 2014) war ein britischer Fernsehmoderator, der vor allem für die Präsentation der BBC-Fernsehserien The Computer Programme, Making the Most of the Micro and Micro Live in den 1980er Jahren bekannt war. Er war auch Bergsteiger und Alpinist. Er war Geschäftsführer der britischen Tochtergesellschaft der Comshare Inc.

## Frühes Leben und Karriere
Der Sohn von Stanley McNaught-Davis, einem ehemaligen Royal-Air-Force-Piloten, wurde an der Rodillian Academy, einer Grammar School in Lofthouse, West Yorkshire, ausgebildet. Es folgte der Dienst in der Royal Air Force, bei der sein schlechtes Sehvermögen seine Ambitionen, Pilot zu werden, verhinderte. Er absolvierte seine erste Mathematikausbildung an der University of Manchester, an der er auch ein aktiver Bergsteiger wurde.
Nach dem Studium hatte er eine Vielzahl von Jobs, darunter der Bau von Eistunneln für Gletscherforscher auf dem Monte Rosa in der Schweiz, als Dachdecker und als Lehrer. Schließlich ließ er sich als Geophysiker für British Petroleum (BP) nieder, spezialisiert auf Afrika.

### Bergsport
McNaught-Davis war ein leidenschaftlicher Kletterer, Bergwanderer und Wanderer. 1956 war er einer der ersten, der den als unbesteigbar geltenden Muztagh Tower im Karakorum Gebirge in Baltistan bestieg. Seit 1961 ist er ehrenamtlicher Bibliothekar des Climbers Club.
In den 1960er Jahren war er Kletterpartner von Joe Brown sowohl in Großbritannien als auch in den größeren Gebirgen. Er nahm mit Brown an der im Fernsehen übertragenen Besteigung des Old Man of Hoy teil. Er nahm auch an einer Besteigung des Eiffelturms teil, der über die Wide World of Sports des ABC-Netzwerks übertragen wurde.
McNaught-Davis gab 1965 sein Fernsehdebüt als einer der Moderatoren einer BBC-Bergsteiger-Sendung Men Against the Matterhorn mit David Dimbleby und Christopher Brasher.

### Computing und TV-Präsentation
In den 1970er Jahren wechselte er seine berufliche Laufbahn und wurde in der Informationstechnologie aktiv. Er kam zu Comshare Inc. und blieb dort bis zu seiner Pensionierung im Jahr 1995. Comshare hat sich auf die Softwareentwicklung und den Wiederverkauf von redundanter Betriebszeit auf Großrechnersystemen spezialisiert. Er stieg zum Geschäftsführer des Bereichs Europa und zum Geschäftsführer der britischen Tochtergesellschaft auf.
Zwischen 1975 und 1978 präsentierte er die BBC-Serie It’s Patently Obvious, eine Spielshow, in der zwei Panels von Prominenten versuchten, den Zweck unbekannter Erfindungen zu erraten. Er präsentierte eine weitere BBC-Serien, wie The Computer Programme, Making the Most of the Micro und Micro Live, in den 1980er Jahren.
Im Jahr 2008 war er zusammen mit Dave Allen und George Auckland Sprecher bei einer Veranstaltung mit dem Titel The BBC Micro and its Legacy, die von der Computer Conservation Society ausgerichtet wurde.

## Ehrungen
McNaught-Davis war der erste ausländische Präsident der UIAA (International Mountaineering and Climbing Federation) zwischen 1995 und 2004.
Im Jahr 2012 war er Schirmherr des British Mountaineering Council.

## Privatleben
Er heiratete zweimal und hatte zwei Söhne, John und Simon, aus seiner ersten Ehe und eine Tochter, Elvira Hurrell, aus seiner zweiten Ehe mit Loreto Herman.

## Referenzen
- The Alpine Journal, Vol. 66, No. 303, 1961. pp. 250–260, 1960 Greenland Expedition, John A Jackson, A. Blackshaw and I. McNaught-Davis.
- Staunings Alps Expedition Guide, Gaston's Alpine Books – West Col Productions, 1972.